# Ocheyoherpia
Ocheyoherpia is een geslacht van wormmollusken uit de  familie van de Phyllomeniidae.

## Soorten
- Ocheyoherpia bursata García-Álvarez & Urgorri, 2003
- Ocheyoherpia kerguelensis Salvini-Plawen, 2005
- Ocheyoherpia lituifera Salvini-Plawen, 1978
- Ocheyoherpia trachia Scheltema, 1999